# Пендик
Пендик (тур. Pendik) — район провинции Стамбул (Турция).

## История
Эти места заселили ещё македоняне. Во времена Византии здесь была построена крепость Пентикион или Пантикапеум («Пять стен» или «Пять ворот»), которая в XI—XV веках, во время борьбы византийцев с турками, не раз переходила из рук в руки.
Район Пендик был выделен из района Ускюдар 4 июля 1987 года.

## Спорт
В Пендике базируется футбольный клуб «Пендикспор», который выступает в Турецкой Суперлиге.